# 亞城惠
亞城惠（日语：／ Ashiro Megu，8月10日—），日本配音員。出身於山形縣。身高150cm。A型血。
舊藝名小林惠美，2007年改名。自由身，以前經歷TAB Production、劇團獸申、AIR AGENCY。

## 演出
粗體字表示主要角色。

### 電視動畫
1999年
- 麻辣教師GTO（高濱、白井知佳子[2]、若松美紀、女子）

2001年
- 魔力女管家（2001年－2002年，佐倉秋深、女性密書官）2系列

2002年
- 七小花（林葉惠美、女學生、遊戲角色的聲音）

2003年
- 幻影鬥士（日语：幻影闘士バストフレモン）（普琳）
- 星星公主（川村千臣、高村宏華）

2004年
- 這醜陋又美麗的世界（二宮紀美）
- MONSTER（克拉拉）

2005年
- Canvas2 ～彩虹色的圖畫～（美術社社員）
- 地獄少女（2005年－2006年，級生、工作人員）2系列
- 魔豆傳奇（提姆）

2006年
- 童話槍手小紅帽（女學生）
- Keroro軍曹（學生）
- 血色花園（寶拉·辛庫蕾雅）

2007年
- School Days（桂心[3]、西園寺世界的母親〈西園寺子〉）

2011年
- 小舞的魔法與家庭之日（日语：マイの魔法と家庭の日）（學生）
- 認真和我談戀愛！（忍足杏美[4]）
- 轉吧！企鵝罐（護士）

2013年
- 單色小姐 -The Animation-（2013年－2015年，小孩、奶奶、少年、偶像B、女性）2系列

2014年
- 犬貓時間 47都道府犬R（日语：犬猫アワー 47都道府犬R&にゃ〜めん#47都道府犬R）（OL2、奶奶）

2015年
- 溫泉幼精小箱根（老闆娘A）
- Concrete Revolutio ～超人幻想～（瑪麗）

2016年
- ALL OUT!!（八王子睦的母親）
- Rewrite（店內的奶奶）

2017年
- 愛麗絲與藏六（美浦步的母親）

### OVA
2002年
- 娜考露露 ～來自某人的恩賜～ 郷里之畏友篇（小孩C）

2003年
2006年
- _summer（川上由乃）

2007年
- 死之少女（學生A）

2008年
- School Days OVA特別篇 ～魔法心☆小心～（桂心／魔法心、西園寺踊子）

### 電影動畫
- 就像那風一樣（2016年，茂[5][6]）
- 劇場版 FAIRY TAIL -DRAGON CRY-（2017年，法蘭索瓦）
- 劇場版 平假名男子（日语：アイキャラ） 序（2018年，的母親[7]）

### 網路動畫
2017年
- 蠟筆小新外傳 妖怪與野原新之助（日语：クレヨンしんちゃん外伝 お・お・お・のしんのすけ）（年輕女性）
- 做得到嗎（日语：できるかな (漫画)）（西原理惠子（日语：西原理恵子））

### 遊戲
年份不詳
- Wizardry 8
- JUDAS CODE[8]

2003年
- 魔力女管家☆Adventure（佐倉秋深）

2004年
- 紅線（望·御影）
- Monochrome（日语：Monochrome）

2005年
- 必殺裏稼業（日语：必殺裏稼業）（阿咲）
- Like Life an hour（トウカ）
- 狀況開始！（友成由樹）
- （白瀨鳴海）
- 海底兩萬哩 ～Inherit the Bluewater～（拉茲）
- 三洋柏青哥天堂11 ～新海與再會吧銀玉之狼～（日语：パチパラシリーズ#パチプロ風雲録3〜さらば銀玉の狼）（橘葵）
- 柏青哥天堂12 ～大海與夏天的回憶～（日语：パチパラシリーズ）（白石紀子）

2006年
- 柏青哥天堂13 ～超級海與職業柏青哥風雲錄～（日语：パチパラシリーズ）（小川櫻子）
- 絕體絕命都市2：冰凍的記憶（日语：絶体絶命都市2 -凍てついた記憶たち-）（西崎佳奈）

2007年
- 柏青哥天堂14 ～風與雲與超級海IN沖繩～（日语：パチパラシリーズ）（小川櫻子）
- 格林魔書（妖精、格里莫金）
- VitaminX（日语：VitaminX）（久世花緒里）

2008年
- School Days L×H（桂心、西園寺世界的母親〈西園寺子〉）

2009年
- Sweet HoneyComing（篠崎心結、學園長）
- 乳臭未乾英雄譚 ～太陽和月亮的故事～（日语：なりそこない英雄譚〜太陽と月の物語〜）（科羅奈）

2010年
- 掌握命運！～Only the power of will～（日语：のーふぇいと! 〜only the power of will〜）

2011年
- 偵探社 THE DETECTIVE CLUB -暗號與密室與怪人-（日语：たんていぶ）
- 柏青哥天堂3D PREMIUM海物語 ～夢想少女與柏青哥王決定戰～（日语：パチパラシリーズ）（山代向日葵）

2012年
- 認真和我談戀愛！R（忍足杏美[9]）
- 柏青哥天堂3D 大海物語2 ～職業柏青哥風雲錄·花 希望與背叛的校園生活～（日语：パチパラシリーズ#パチプロ風雲録・花 〜希望と裏切りの学園生活）（山代向日葵）
- 柏青哥天堂3D 大海物語2 With Agnes Lum ～柏青嫂風雲錄‧花消失的授權～（日语：パチパラシリーズ#パチプロ風雲録・花 〜消されたライセンス）（山代向日葵）

2014年
- 暗黑破壞神III（哈康皇帝）

2017年
- 魔物娘☆後宮（日语：モン娘☆は〜れむ）（馬吉特）

### 廣播劇CD
年份不詳
- 廣播劇CD 夏洛克·福爾摩斯（貴婦）

2003年
- （二葉）
- （千代美）
- BRONZE zetsuai since 1989（日语：絶愛-1989-）（女性粉絲）
- （護理人員A）

2004年
- 愛情鎖縛 二重螺旋2（真山瑞希）
- Lovely Sick ～戀愛疾患～（樺島美貴）

2005年
- 紅線 廣播劇CD「京洛降魔」（望·御影）

2006年
- OVA「_summer」廣播劇CD 序幕篇（川上由乃）

2007年
- 鬼畜眼鏡 眼鏡裝著盤（小孩、女性）

2010年
- 相思喪曖 二重螺旋4（真山瑞希）
- 認真和我談戀愛！ 廣播劇CD Vol.2（忍足杏美）

2011年
- （正午的母親）

2012年
- （吉宗的母親）

### 外語配音

#### 電影
- 大鱷魔（英语：Blood Surf）（2000年）
- 死者2：印度（英语：The Dead 2: India）（2015年，賈韋德〈阿南德·克里希納·戈亞爾〉）

### 廣播節目
- RG RADIO（日语：RG RADIO）（特別主持人#11、12，2007年）
- （JAM STATION）
- !OTTOTTO!（JAM STATION）
- 廢車電台（JAM STATION）

### 旁白
- Speed Learning French
- 爆笑學園Nasebana～lu！（日语：爆笑学園ナセバナ〜ル!）
- 友都八喜

### 畫外音
- 東京電視台系列 （2010年4月19日－）
- 日經特別節目 未來世紀辛巴克 ～沸騰現場的經濟學～（日语：日経スペシャル 未来世紀ジパング〜沸騰現場の経済学〜）（2014年12月22日）
- （2015年12月29日）

### 其它
- （橘色的Haro）

## 音樂作品

### 角色歌曲
| 發行日期 | 標題                             | 名義           | 曲名   | 備註                                                   |
| 2010年   | 2010年                           | 2010年         | 2010年 | 2010年                                                 |
| -------- | -------------------------------- | -------------- | ------ | ------------------------------------------------------ |
| 10月8日  | School Days VOCAL COMPLETE ALBUM | 桂心（亞城惠） | 「」   | OVA《School Days OVA特別篇 ～魔法心☆小心～》片頭主題曲 |

## 外部連結
- 劇團獸申所屬期間的資歷簡介，存于 （日語）
- AIR AGENCY所屬期間的聲優簡介，存于 （日語）
- （日語）－亞城惠的官方個人部落格。
- （日語）－WEB THE TELEVISION
- （日語）－goo人名事典
- 亞城惠 （页面存档备份，存于） （日語）－KINENOTE
- 亞城惠 （页面存档备份，存于） （日語）－oricon
- 亞城惠 （页面存档备份，存于） （日語）－Movie Walker（日语：Movie Walker）
- 亞城惠 （页面存档备份，存于） （日語）－電影.com（日语：映画.com）
- 亞城惠 （页面存档备份，存于） （日語）－allcinema（日语：allcinema）